# Richard Wagner (författare)
Richard Wagner, född 10 april 1952 i Lovrin i Timiș, Rumänien, död 14 mars 2023 i Berlin, var en rumänskfödd tysk författare.
Efter studier i Timișoara arbetade Wagner som lärare och journalist. Han var med i Aktionsgruppe Banat. 1987 lämnade Wagner Rumänien tillsammans med sin dåvarande hustru Herta Müller och flyttade till Berlin.

## Publicerat
- Klartext (1973)
- die invasion der uhren (1977)
- Der Anfang einer Geschichte (1980)
- Hotel California I. Der Tag, der mit einer Wunde begann (1980)
- Anna und die Uhren (1981, 1987)
- Gegenlicht (1983)
- Das Auge des Feuilletons (1984)
- Rostregen (1986)
- Ausreiseantrag (1988)
- Begrüßungsgeld (1989)
- Die Muren von Wien (1990)
- Der Sturz des Tyrannen. Rumänien und das Ende der Diktatur. Herausgegeben mit Helmuth Frauendorfer (1990)
- Sonderweg Rumänien. Bericht aus einem Entwicklungsland (1991)
- Schwarze Kreide (1991)
- Völker ohne Signale. Zum Epochenbruch in Osteuropa (1992)
- Der Himmel von New York im Museum von Amsterdam (1992)
- Heiße Maroni (1993)
- Giancarlos Koffer (1993)
- Mythendämmerung. Einwürfe eines Mitteleuropäers (1993)
- Der Mann, der Erdrutsche sammelte. Geschichten (1994)
- In der Hand der Frauen (1995, DVA), ISBN 3-421-05008-2
- Lisas geheimes Buch (1996)
- Im Grunde sind wir alle Sieger (1998)
- Mit Madonna in der Stadt. Gedichte (2000)
- Miss Bukarest (2001, Aufbau), ISBN 3-351-02926-8
- Ich hatte ein bisschen Kraft drüber, Materialsammlung zu Birgit Vanderbeke von Richard Wagner (2001, S. Fischer TB), ISBN 3-596-14937-1
- Der leere Himmel, Reise in das Innere des Balkan (2003, Aufbau), ISBN 3-351-02548-3
- Habseligkeiten (2004, Aufbau), ISBN 3-351-03027-4
- Der deutsche Horizont. Vom Schicksal eines guten Landes (2006, Aufbau), ISBN 3-351-02628-5
- Das reiche Mädchen (2007, Aufbau) ISBN 3-351-03226-9
- Es reicht. Gegen den Ausverkauf unserer Werte (2008, Aufbau) ISBN 3-351-02673-0
- Linienflug. Gedichte. Hg. von Ernest Wichner (2010, Hochroth) ISBN 978-3-942161-03-9
- Belüge mich. Roman (2011, Aufbau) ISBN 978-3-351-033361
- Die deutsche Seele (med Thea Dorn). (2011, Knaus) ISBN 978-3-8135-0451-4
- Und meine Seele spannte weit ihre Flügel aus. Hundert deutsche Gedichte. Hg. und mit einem Nachwort von Richard Wagner(Aufbau, 2013) ISBN 978-3-351-03549-5
- Habsburg. Bibliothek einer verlorenen Welt (2014, Hoffmann und Campe) ISBN 978-3-455-50306-7
- Herr Parkinson (2015, Knaus) ISBN 978-3-8135-0653-2